# Lycée Mohammed VI d'Excellence
Le Lycée Mohammed VI d'Excellence (LM6E ; arabe : المدرسة الثانوية محمد السادس للتميز) est un établissement marocain d'enseignement secondaire et supérieur, situé à Benguerir, dans la région de Marrakech-Safi.
Fondé en 2015, l'établissement est le fruit d'un partenariat public–privé entre le Ministère de l'Éducation nationale, du Préscolaire et des Sports et la Fondation OCP. Il propose un campus regroupant enseignement secondaire, programmes professionnels BTS et classes préparatoires aux grandes écoles (CPGE), préparant les élèves les plus performants aux concours d’entrée des écoles d’ingénieurs et de commerce, au niveau national et international,.

## Histoire
Le lycée est créé dans le cadre d'une initiative éducative portée par la Fondation OCP. Il s'inscrit dans l’écosystème éducatif de la « ville verte » de Benguerir, qui accueille également des institutions académiques et de recherche telles que l'Université Mohammed VI Polytechnique. Depuis son inauguration en 2015, les admissions se font sur la base d’un processus sélectif, fondé sur l’excellence académique,.

## Enseignement
Le programme suit le système éducatif marocain, enrichi par des approches pédagogiques d'inspiration internationale. L’enseignement est principalement dispensé en arabe et en français, tandis que l'anglais occupe une place croissante dans les disciplines scientifiques et techniques. Les élèves se préparent au baccalauréat marocain, avec un accent particulier sur les filières scientifiques et techniques.
En plus du programme secondaire, l'établissement accueille des classes préparatoires aux grandes écoles (CPGE), permettant aux étudiants de se préparer aux concours d’entrée des établissements d’enseignement supérieur en ingénierie et en gestion, au Maroc et à l’étranger.

## Partenariats
Le lycée entretient des collaborations avec l'Université Mohammed VI Polytechnique ainsi qu’avec d’autres institutions éducatives et scientifiques, au Maroc et à l'international. Ces partenariats favorisent le développement des programmes, la formation des enseignants et les échanges académiques.